# 哈伯德縣
哈伯德縣（英語：Hubbard County）是美國明尼蘇達州中北部的一個縣。面積2,588平方公里。根據美國2000年人口普查，共有人口18,376人。縣治帕克拉皮茲 (Park Rapids)。
成立於1883年2月26日，縣名紀念1882年~1887年任州長的盧西斯·弗德里克·哈伯德 （Lucius Frederick Hubbard） 。